# Sköllersta prästäng
Sköllersta prästäng är ett naturreservat i Hallsbergs kommun i Örebro län.
Området är naturskyddat sedan 1965 och är 22 hektar stort. Reservatet består av prästbostadens gamla slåtteräng som nu är dels betasmark och dels lundartad lövskog.